# Sono innocente (programma televisivo)
Sono innocente è stato un programma televisivo in onda su Rai 3 in prima serata dal 7 gennaio 2017 al 13 maggio 2018.

## Contenuti
Il programma era condotto dal giornalista Alberto Matano e raccontava storie di persone arrestate ingiustamente, vittime di errori giudiziari o ingiusta detenzione. Le storie erano raccontate secondo il genere della docufiction, alternando interviste a ricostruzioni filmate.
In studio il conduttore intervistava i protagonisti, i familiari, gli avvocati e le altre persone che risulteranno determinanti nel provare la loro innocenza.

## Edizioni

### Prima edizione
| Puntata | Data             | Protagonisti                           |
| ------- | ---------------- | -------------------------------------- |
| 1       | 7 gennaio 2017   | Diego Olivieri e Maria Andò            |
| 2       | 14 gennaio 2017  | Giuseppe Gulotta e Vittorio Gallo      |
| 3       | 21 gennaio 2017  | Lucia Fiumberti e Giovanni De Luise    |
| 4       | 28 gennaio 2017  | Corrado Di Giovanni e Fabrizio Bottaro |
| 5       | 4 febbraio 2017  | Anna Maria Manna e Antonio Lattanzi    |
| 6       | 18 febbraio 2017 | Sandra Maltinti e Giuseppe Giuliana    |
| 7       | 25 febbraio 2017 | Vittorio Colitti e Gerardo De Sapio    |
| 8       | 4 marzo 2017     | Roberto Giannoni e Gigliola Di Michele |
| 9       | 11 marzo 2017    | Claudio Ribelli e Michele Tedesco      |
| 10      | 18 marzo 2017    | Francesco Raiola e Joan Hardugaci      |

### Seconda e ultima edizione
| Puntata | Data           | Protagonisti                                                       |
| ------- | -------------- | ------------------------------------------------------------------ |
| 1       | 8 aprile 2018  | I casi di Elaine Silva, Enzo Tortora e Lorena Morselli             |
| 2       | 15 aprile 2018 | I casi di Stefano Messore, Domenico Morrone e Aldo Scardella       |
| 3       | 22 aprile 2018 | I casi di Maria Vittoria Pichi, Patrick Lumumba e Alberto Ogaristi |
| 4       | 29 aprile 2018 | I casi di Fulvio Passanati, Filippo La Mantia e Saverio Desario    |
| 5       | 6 maggio 2018  | I casi di Pietro Paolo Melis, Vito Gamberale e Carmine Belli       |
| 6       | 13 maggio 2018 | Sei storie incredibili di errori giudiziari                        |

## Curiosità
- La sigla del programma era la canzone Libero di Fabrizio Moro nella prima edizione, mentre nella seconda e ultima edizione Fino all'imbrunire dei Negramaro.